# برونتوثيريات

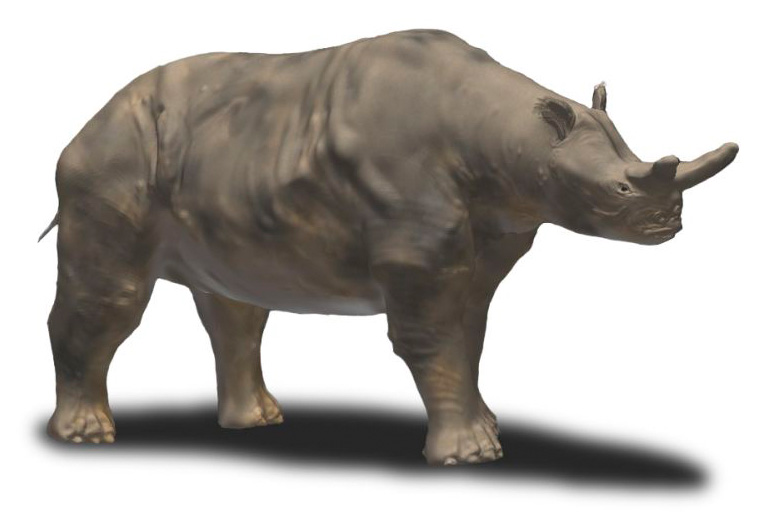
إعادة إنشاء الميجاسيروبس

البرونتوثيريات (Brontotheriidae)، تسمي أيضاً التيتانوثيريات (Titanotheriidae)، أو البرونتوثير (Brontothere) هي عائلة من الثدييات المنقرضة تنتمي إلى مفردات الأصابع التي تتضمن الخيل والكركدنيات والتابيرات. ظاهرياً هي تبدو شبيهة بوحيد القرن، على الرغم من أنها في الحقيقة أقرب إلى الخيول. هذه العائلة عاشت منذ حوالي 56-34 مليون سنة مضت حتى وقت قريب جداً من الإيوسين. وتطورت منها الخيول ووحيد القرن .

## وصلات خارجية
- Brontotheroidea at Mikko's Phylogeny Archive